# Chiesa di San Giulio (Vizzola Ticino)
La chiesa di San Giulio è un edificio religioso sito nel comune di Vizzola Ticino, in provincia di Varese ed arcidiocesi di Milano; fa parte del decanato di Somma Lombardo.
Sorge di fronte a Villa Caproni e alle spalle di Villa Malpensa.

## Storia
La chiesa fu edificata nel 1579 ampliando un precedente edificio. Nel corso del XVIII secolo venne ampliata e fu costruito l'altare maggiore.

## Descrizione

### Interno
La chiesa si presenta ad aula unica a pianta rettangolare con due cappelle laterali e un coro quadrangolare coperto con una volta a botte. La copertura dell'aula è piano e in legno decorato, mentre la cappella di destra è coperta da una volta a crociera e delimitata da balaustre in marmo. Qui si trova un altare con una pala raffigurante San Giulio. Nella cappella posta sulla sinistra, invece, è presente una nicchia contenente una statua raffigurante l'Addolorata.
Sui lati dell'aula, tra le cappelle laterali e il presbiterio, si trovano due affreschi raffiguranti Santa Margherita Maria Alacoque, a destra, e Gesù che benedice i fanciulli, a sinistra. L'altare maggiore, in stile barocco, è realizzato in marmo e presenta un paliotto raffigurante la Deposizione, opera del pittore Carlo Marino di Oleggio. L'altare è posto al centro del presbiterio, dove si trovano anche l'altare e l'ambone in legno. Sulla sinistra si trova anche una piccola cappella con il battistero.

### Esterno
Esternamente, la facciata è interamente intonacata e dipinta di bianco: presenta un profilo a capanna sormontato da un timpano. Il portale trilitico è affiancato da due false monofore e sormontato da una lunetta, anch'essa affiancata da due false finestre quadrate. All'interno del timpano è visibile un lacerto di affresco.
Il campanile è posto sul lato meridionale della chiesa e consiste in un semplice fusto quadrangolare terminante con la cella campanaria aperta con una monofora su ognuno dei quattro lati. Sul lato occidentale, sotto la cella campanaria, si trova un orologio; la copertura è a doppia falda in laterizio.